# Iglesia de Nuestra Señora de la Asunción (Tudela de Duero)
La iglesia parroquial de la Asunción es un templo católico ubicado en la localidad de Tudela de Duero, provincia de Valladolid (Castilla y León, España).

## Descripción
Sólidamente construida entre los años 1562 y 1568, consta de tres naves, pilares de sección octogonal y bóvedas con diseños de crucería estrellada. Aunque conserva elementos de estilo gótico, como los nervios de las bóvedas y los arcos apuntados, el edificio es renacentista. Una gran hornacina de medio punto es rematada por una balaustrada de estilo plateresca que es atribuida al arquitecto Juan de Escalante.
Destacan particularmente los retablos, fechados en su mayor parte en los siglos XVII y XVIII. El retablo mayor, dedicado a Nuestra Señora de la Asunción se atribuye a Manuel Álvarez y Juan de la Maza aunque cuenta también con tallas atribuidas a Gregorio Fernández, en concreto las esculturas del Sagrario y el relieve de La Anunciación.
En un sepulcro de alabastro, obra de Esteban Jordán, descansan lo restos del obispo Alonso Velázquez, profesor de la universidad de Alcalá de Henares, confesor de santa Teresa de Jesús, obispo de Osma y consejero de Felipe II de España.